# 도고시 마고메
도고시 마고메(일본어: 戸越まごめ)는 일본인으로써 비주얼 노벨 게임 음악의 작곡가이다.  그는 2000년 비주얼 아트 산하 Key의 《Air》를 처음으로 활동을 시작했다. 그는 2006년까지 Key에서 4개의 비주얼 노벨에 쓰인 곡을 작곡해 왔으며, 비주얼 아트 산하의 다른 브랜드들에서 곡을 작곡했다. 2006년 10월, 그는 Key와 비주얼 아트를 그만두었다. 그는 현재까지도 다른 비주얼 노벨 개발사들과 작업해 오고 있다.

## 경력
도고시 마고메는 2000년 Key의 두 번째 작품인 《Air》를 기점으로 작곡가로써 활동하기 시작했는데, 《Air》와 그 OST의 성공으로 도고시는 비주얼 노벨 매니아들에게 잘 알려졌다. 2001년, 그는 제작이 시작된 Key의 차기작 《클라나드》와 비주얼 아트 산하의 다른 브랜드들에서 작곡을 했는데, 거기에는 지금은 없어진 브랜드 Words에서 2002년에 발매된 《벚나무 아래에서》와 2003년 발매된 Bonbee!의 《ALMA~쭉 곁에서...~》가 있다. 2004년 《클라나드》가 발매되자, 도고시는 Giant Panda에서 《스토킹 공주》와 《Maiden Halo》의 작곡작업과 Key의 4번째 작품인 《플라네타리안 ~자그마한 별의 꿈~》의 모든 음악을 작곡했다. 다음해인 2005년, 도고시는 Key의 5번째 작품인 《토모요 애프터 ~It's a wonderful life~》의 작곡작업에 참여했다. 2006년, 그는 다시 한번 Giant Panda를 도와 《두사람이서 하나의 연정》의 작곡작업에 참여함과 동시에 Key의 6번째 작품인 《리틀 버스터즈!》의 제작에 참여했다. 그가 작곡하거나 어레인지한 곡들은 Key의 레이블인 Key Sounds Label로 발매되었다. 2006년 10월, 《리틀 버스터즈!》의 제작이 한창일 때 그는 Key와 비주얼 아트를 떠났다. 그 뒤, 도고시는 ALcot의 2007년 발매된 비주얼 노벨인 《FairChild》의 작곡작업에 참여했으며, Ram의 2008년 발매된 비주얼 노벨인 《5》의 엔딩 테마곡을 작곡했다.